# Centre culturel et mémoriel du Born
Le centre culturel et mémoriel du Born (en catalan : El Born Centre de Cultura i Memòria) est un musée et un centre culturel archéologique, mémoriel et touristique de Barcelone, dans le quartier gothique.
Site archéologique mis au jour au XXIe siècle, il présente au public les vestiges de la ville de Barcelone des années 1700.

## Historique
Situé dans le quartier du Born, à l'emplacement de l'ancien marché du Born, inauguré en 1876, il est localisé près du parc de la Ciutadella. Il a fait l'objet d'importantes découvertes archéologiques débutées au début des années 2000.
À la suite de ces fouilles, la mairie de Barcelone décide d'en faire un équipement culturel et mémoriel.
Il est inauguré symboliquement le 11 septembre 2013, journée anniversaire des 300 ans de la chute de Barcelone pendant la guerre de Succession d'Espagne.
L'institution a fait polémique en 2016 en présentant au public des statues de la dictature franquiste lors d'une exposition dédiée à cette période.

## Présentation

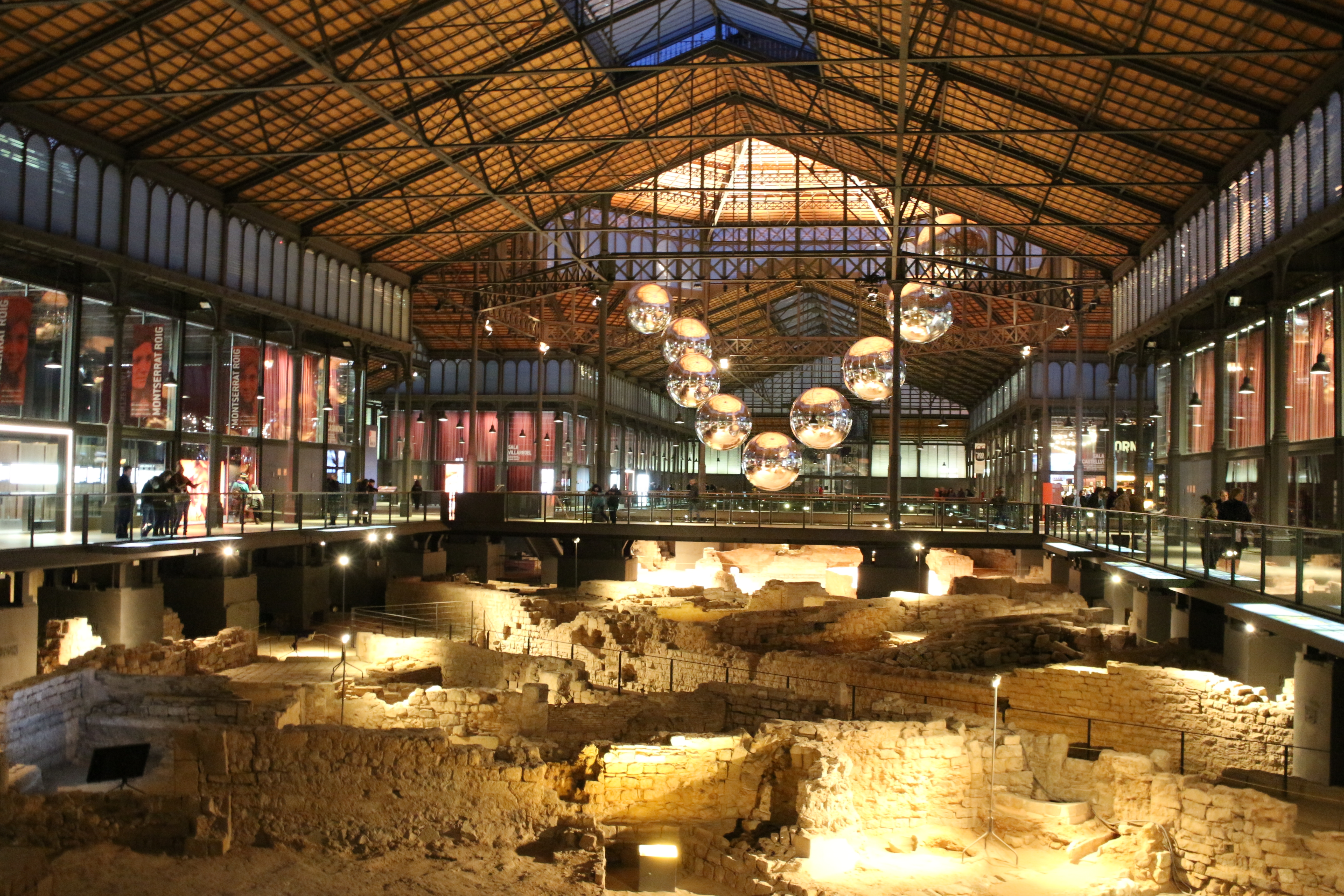
L'intérieur du centre.

Le musée présente la ville de Barcelone dans les années 1700, notamment le siège de Barcelone (1713-1714) et à la journée du 11 septembre 1714, désormais célébrée comme la Diada de l'Onze de Setembre (en français : « la fête du 11 septembre »), fête nationale de la Catalogne.
C'est aujourd'hui un espace muséal d'ouverture sur la mémoire. Très touristique, il est connu pour son travail de médiation culturelle dans le domaine de l'histoire et de l'archéologie.

## Accès
Le musée est accessible par la station Arc de Triomf de la ligne 1 du métro de Barcelone.

## Expositions notables
- 2016 : Franco, République, Victòria, impunité et espace urbain[11]
- 2023 : Barcelone 1700 : des pierres aux personnes[12].